# Марков, Николай Гурьевич
Никола́й Гу́рьевич Ма́рков (26 сентября (8 октября) 1871 — не ранее 1917) — инженер-механик, член IV Государственной думы от Владимирской губернии.

## Биография
Православный. Из потомственных дворян Курской губернии.
Окончил Московское 2-е реальное училище и Московское техническое училище со званием инженер-механика. По окончании технического училища в 1897 году три года служил в военном флоте. Выйдя в запас Корпуса инженер-механиков флота в чине поручика, поступил на частную службу заведующим механическим отделом на фабрике Товарищества Меленковской льняной мануфактуры в Меленках Владимирской губернии, где и прослужил 12 лет вплоть до избрания в Государственную думу. Состоял попечителем двух начальных школ.
В 1912 году был избран членом Государственной думы от 2-го съезда городских избирателей Владимирской губернии. Входил во фракцию октябристов, после её раскола — в группу Союза 17 октября и Прогрессивный блок. Состоял членом комиссий: по народному образованию, по военным и морским делам, по рабочему вопросу, бюджетной и о путях сообщения.
Во время Февральской революции вошел в состав Комиссии по принятию задержанных военных и высших гражданских чинов. С 7 апреля 1917 года состоял членом Военной комиссии, с 21 апреля был назначен представителем от ГД в Центральную комиссию по восстановлению и поддержанию нормального хода работ в промышленных предприятиях.
Судьба после 1917 года неизвестна. Был женат, имел троих детей.